# Théâtre romain de Trieste
Vous lisez un « bon article » labellisé en 2025.
Le théâtre romain de Trieste est un édifice de spectacle situé dans la cité antique de Tergeste, devenue la ville de Trieste, dans la région italienne à statut spécial de Frioul-Vénétie Julienne. Au XXIe siècle, aucun autre monument antique de type théâtre, amphithéâtre, odéon ou cirque n'est identifié à Trieste.
Sa construction aux marges de la ville, en bord de mer, et les améliorations apportées à son décor s'étalent sur plus d'un siècle à partir de la fin du Ier siècle av. J.-C. ; de la fin de cette longue période est connu, grâce à plusieurs inscriptions retrouvées sur place, le nom d'un évergète qui a financé certains travaux de rénovation et d'embellissement. La taille du monument est modeste, moins de 65 m de diamètre, mais sa capacité estimée est très variable (de 2 250 à 6 000 spectateurs) en fonction des calculs des archéologues.
Les vestiges bien conservés de ce théâtre, redécouverts au début du XIXe siècle alors qu'ils étaient enfouis sous d'autres bâtiments depuis le Moyen Âge, sont fouillés dans la seconde moitié des années 1930. À cette occasion, plusieurs statues ou fragments de statues qui le décoraient sont mis au jour ; l'ensemble est conservé au château San Giusto. Inscrit sur la liste des biens culturels italiens et restauré, le monument accueille depuis 1964 le public de spectacles estivaux.

## Localisation

Plan de Tergeste antique.

Au moment de sa construction, le théâtre se trouve adossé aux premières pentes de la colline de San Giusto, aux limites septentrionales de la ville antique de Tergeste et presque au bord du golfe de Trieste (mer Adriatique) ; seule une voie littorale venant d'Aquilée l'en sépare ; il s'agit d'un tronçon de la Via Gemina, appelé « Via del Riborgo » au Moyen Âge. Une autre voie parallèle à la précédente, suivant les courbes de niveau plus en hauteur, tangente le sommet du théâtre ; cette voie existe peut-être même déjà avant la fondation de la ville et donc avant la construction du théâtre.
Cette disposition procure plusieurs avantages : l'emplacement du théâtre permet de tirer parti du relief naturel pour limiter les travaux de maçonnerie ; son implantation, hors de la zone la plus densément bâtie mais largement desservie par la voirie antique, est favorable à la circulation facile et rapide des spectateurs venant de Tergeste comme de ses environs ; enfin, la vue de l'imposant mur de scène, se dressant presque sur le rivage, doit frapper les voyageurs approchant de la ville par la mer.
À l'époque contemporaine, le monument est situé au cœur de la vieille ville  de Trieste : des remblais ont gagné sur la mer au fil des siècles et le théâtre en est éloigné de plusieurs centaines de mètres mais la « Via del teatro romano », qui passe devant le mur de scène, reprend sensiblement l'itinéraire de la voie antique d'Aquilée, et la « Via di Donota » se superpose partiellement à la voie antique passant au sommet du théâtre.

## Historique, fouilles et études
La date de construction du théâtre, seul édifice romain de spectacle connu à Trieste, ne peut être attestée par aucun indice archéologique concret ; elle est estimée d'après les caractéristiques architecturales du monument et l'épigraphie.
La phase initiale de construction remonte à l'époque augustéenne, dans le dernier tiers du Ier siècle av. J.-C., quelques décennies après la fondation de la ville dans le plan de laquelle il s'inscrit dès l'origine — les similitudes architecturales avec les théâtres de Mérida ou de Vérone, bien datés, permettent d'établir cette chronologie. Le décor du théâtre est pleinement achevé sous la dynastie des Julio-Claudiens puis le monument est restauré à la fin du Ier ou au début du IIe siècle avec peut-être la reconstruction de la cavea en mauvais état et un complément du programme statuaire, à la demande de Quintus Petronius Modestus, cité dans au moins trois inscriptions. Il est d'ailleurs possible que l'un de ses ancêtres soit à l'origine de la construction du monument.

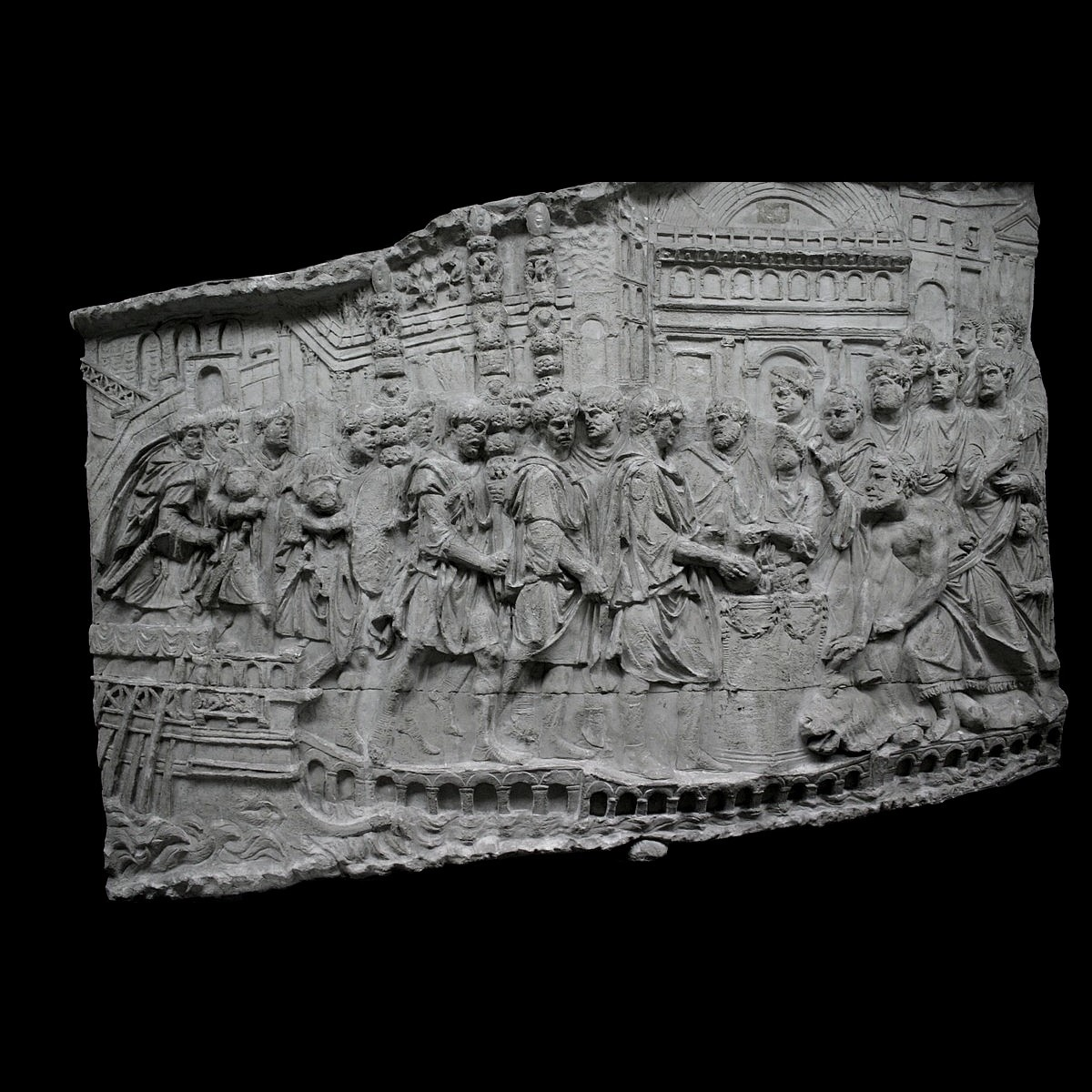
Représentation possible du théâtre de Trieste sur la colonne Trajane.

Plusieurs archéologues, dont l'Allemand Werner Gauer, pensent que le théâtre de Trieste fait partie des nombreux monuments représentés sur la colonne Trajane — la scène LXXXVI montre un théâtre au bord de la mer ou d'un cours d'eau —, mais leur opinion ne fait pas l'unanimité,.
Sous le Bas-Empire romain, le théâtre remplit peut-être aussi la fonction d'un amphithéâtre par la diversification des spectacles qui y sont proposés. À la fin de cette période, il est abandonné, sert de carrière de pierre et ses éléments les plus précieux sont soigneusement et systématiquement récupérés. Il est progressivement dissimulé par les maisons qui prennent appui sur ses structures.

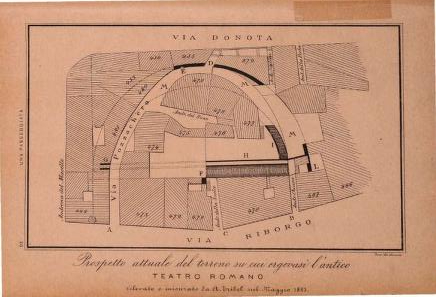
Plan d'Antonio Tribel (1884).

En 1698, Ireneo della Croce, un historien né à Trieste, mentionne des murailles ruinées dans un lieu appelé « Rena Vecchia », possiblement dérivé du latin arena. Considéré comme perdu et totalement enfoui sous les constructions plus récentes, le monument est cependant identifié en 1814 par l'architecte autrichien Pietro Nobile et un plan publié en 1884 par le patriote et historien triestin Antonio Tribel montre un parcellaire et une voirie aux tracés évocateurs,.
Ce n'est qu'entre juillet 1937 et septembre 1938 que le théâtre est mis au jour lors de la démolition d'une partie de la vieille ville, dans le cadre des politiques urbaines de Mussolini visant à mettre en valeur le patrimoine national, notamment pour la période romaine ; les fouilles sont dirigées par l'archéologue Vittorio Macchioro et supervisées par Bruno Molajoli, inspecteur pour le compte de la Surintendance pour les biens archéologiques. Les statues et inscriptions trouvées dans les fouilles sont conservées au Lapidarum du château San Giusto devenu un musée civique mais des copies de deux inscriptions restent exposées sur le site du théâtre lui-même.
Au début des années 1960 émerge la volonté de rendre au théâtre sa vocation première, ce qui se concrétise en 1964 avec une représentation d'Électre de Sophocle. Depuis lors, le monument restauré et inscrit sur la liste des biens culturels italiens est utilisé pour des spectacles estivaux,.

## Description

### Caractéristiques générales

Plan simplifié du théâtre.

Le théâtre est orienté vers le nord-nord-ouest car il est adossé à la colline pour profiter au mieux de sa pente et y asseoir la cavea. Cette orientation évite en outre l'accumulation de chaleur à l'intérieur du monument en pleine journée. La cavea mesure 64,40 m de diamètre et l'orchestra dessine un demi-cercle de 20,34 m de diamètre. Comme dans la plupart des théâtres de l'Occident romain, la diamètre de la cavea correspond sensiblement à la largeur de la scène et de ses annexes.
Les gradins sont construits sur une série de murs annulaires qui délimitent des caissons remblayés prolongeant, aux abords de la scène, la pente naturelle de la colline rectifiée. La capacité du théâtre, variable selon les auteurs, est estimée entre 2 250 et 3 500 spectateurs,. Des guides touristiques évoquent même 6 000 spectateurs, ce qui peut paraître beaucoup puisque c'est la capacité du théâtre romain de Caesaraugusta (Saragosse) dont le diamètre atteint 106 m.
Les murs sont composés de deux parements en briques ou en moellons de grès qui enferment un noyau en opus caementicium ; les parements en briques proviennent le plus souvent de réparations postérieures à la phase de construction, exception faite des vomitoires où lits de grès et de briques d'origine alternent, à moins qu'ils n'aient été, eux aussi, repris.

### Architecture

#### Caveaetorchestra
La cavea, dans le sens de la hauteur, est divisée en deux maeniana (série de gradins) par une précinction (palier) semi-circulaire.  La partie inférieure de la cavea, composée de douze rangées de gradins en pierre, est conservée ; les gradins de la partie supérieure (huit ou neuf rangées) étaient peut-être en bois, au moins dans un premier temps, mais aucun aménagement, quel qu'en soit le type, n'est plus discernable.
Quatre accès permettent au public de gagner les gradins, deux latéraux parallèles à la scène (parodoï) et deux radiaux, à mi-hauteur dans la cavea (vomitoires). Ces derniers débouchent côté extérieur dans une galerie périphérique voûtée accessible depuis trois ouvertures dans le mur périphérique et depuis les parodoï ; côté intérieur, ils aboutissent à la précinction. Les accès longeant la scène sont voûtés, au moins dans la partie opposée à celle-ci, ce qui permet d'installer des tribunes au-dessus de leurs voûtes ; ils sont empruntés à la fois par les spectateurs se rendant dans les gradins et par les artistes arrivant dans l'orchestra. En outre, trois escaliers, courant du haut en bas de la cavea, la divisent en quatre secteurs ou cunei d'une ouverture de 45 degrés. La base de l'escalier médian comporte un aménagement qui est peut-être un autel.
Le mur périphérique de la cavea, conservé sur une hauteur de 15 m, est doté sur sa face extérieure de supports en encorbellement permettant d'y insérer les mâts en bois d'un velum. Il est pourvu, en position médiane, d'une grande niche qui pourrait indiquer la présence d'un sacellum. Cet édicule est manifestement un ajout postérieur à la construction du théâtre ; il renvoie pourtant aux traditions architecturales de l'époque augustéenne, pour une raison symbolique qui échappe encore aux archéologues.
La bordure semi-circulaire de l'orchestra est constituée d'un passage pavé de dalles, permettant peut-être d'y installer des sièges pour les notables, spectateurs privilégiés.

#### Scène et ses aménagements
Le mur du pulpitum, rebord reliant la scène surélevée et l'orchestra en contrebas, haut de 0,68 m, comporte huit niches, deux à fond arrondi et six à fond plat. Cette disposition, en cassant les ondes sonores, évite la création d'échos parasites. Ce mur est certainement recouvert d'un placage en dalles roses. Les vestiges retrouvés ont permis d'en proposer une reconstruction fidèle à l'original. Aux deux extrémités du pulpitum, des escaliers assurent la liaison entre l'orchestra et la scène recouverte d'un plancher de bois,.
Le mur de scène, probablement aussi haut à l'origine que le mur périphérique de la cavea (15 m au moins), a largement disparu. Il se développe sur deux niveaux, ornementés de portes et de niches (là encore, pour des raisons d'acoustique) abritant des statues et scandés de colonnes ; il est revêtu d'enduits et de peintures polychromes ou plaqué de dalles de stuc. Il est limité à chacune de ses deux extrémités par un édifice sur plan carré d'un peu plus de 8 m de côté, des pièces de service ou des coulisses sur lesquelles s'adossent les extrémités de la cavea et que les textes latins relatifs à l'architecture des théâtres désignent sous le nom de basilicae.
La présence d'un rideau de scène est avérée : il est soutenu par deux rangées de mâts encastrés dans des trous pratiqués sur la scène ; douze d'entre eux sont encore visibles.
La valva regia, au fond d'une exèdre, est la porte principale ouvrant sur la scène en son milieu ; elle est flanquée de deux petites pièces cruciformes donnant sur l'arrière et dont les murs gardent la trace d'un enduit rouge ; ce sont sans doute des pièces de service ou des loges pour les artistes. Deux autres portes, symétriquement placées de part et d'autre de la porte principale mais moins monumentales qu'elle, assurent également la communication entre la scène et l'arrière-scène. Ces trois portes sont accompagnées d'une colonne de part et d'autre de leur ouverture.
Tout à l'arrière, un porticus post scaenam mesurant 63,85 × 4 m ferme la scène, avec vue sur la plage et la mer ; il porte dix-huit colonnes sur toute sa largeur et sa partie supérieure est probablement équipée, comme le mur périphérique de la cavea, de dispositifs de fixation des mâts d'un velum.

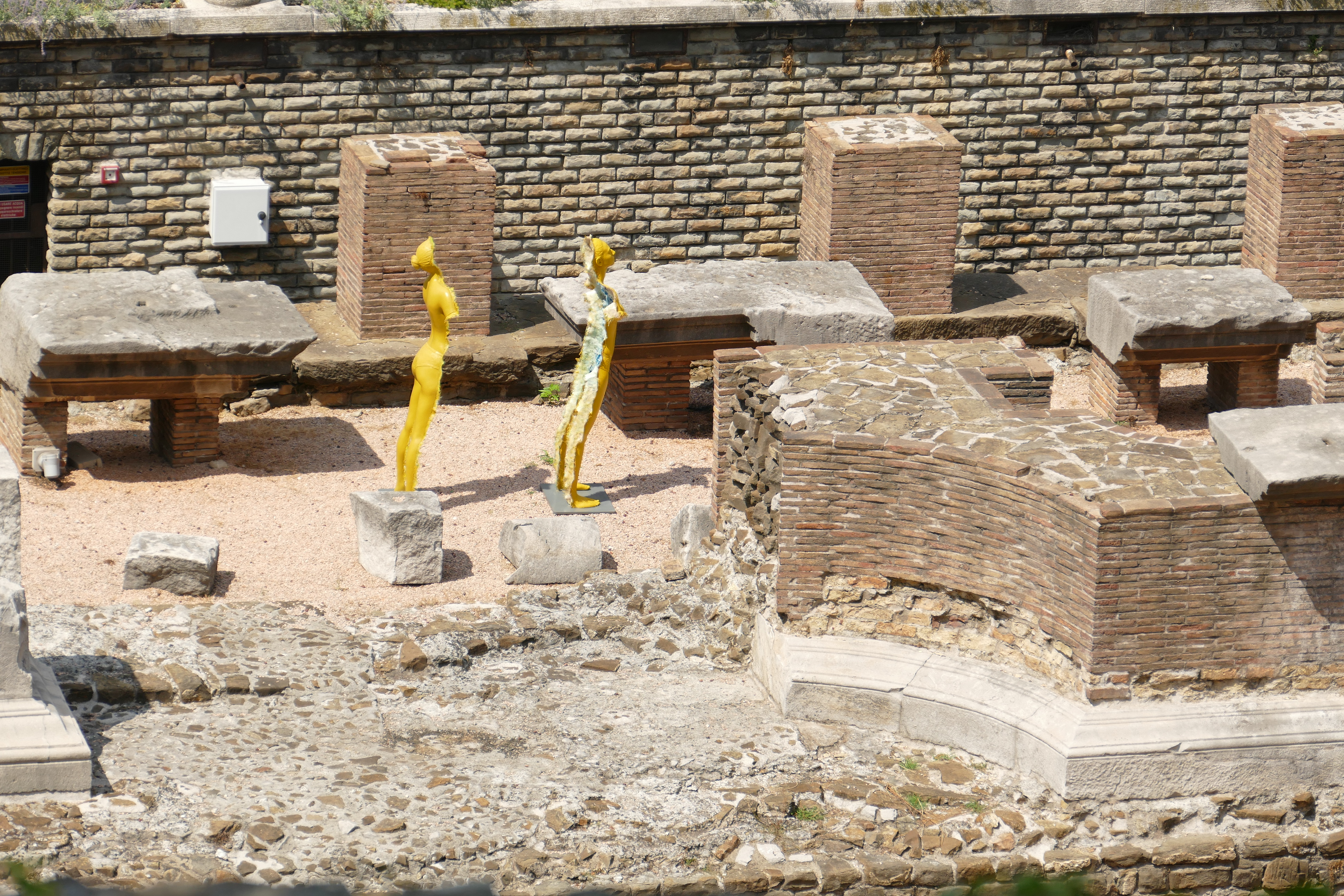
Structures en moellons de grès et en briques (dont des restaurations modernes).
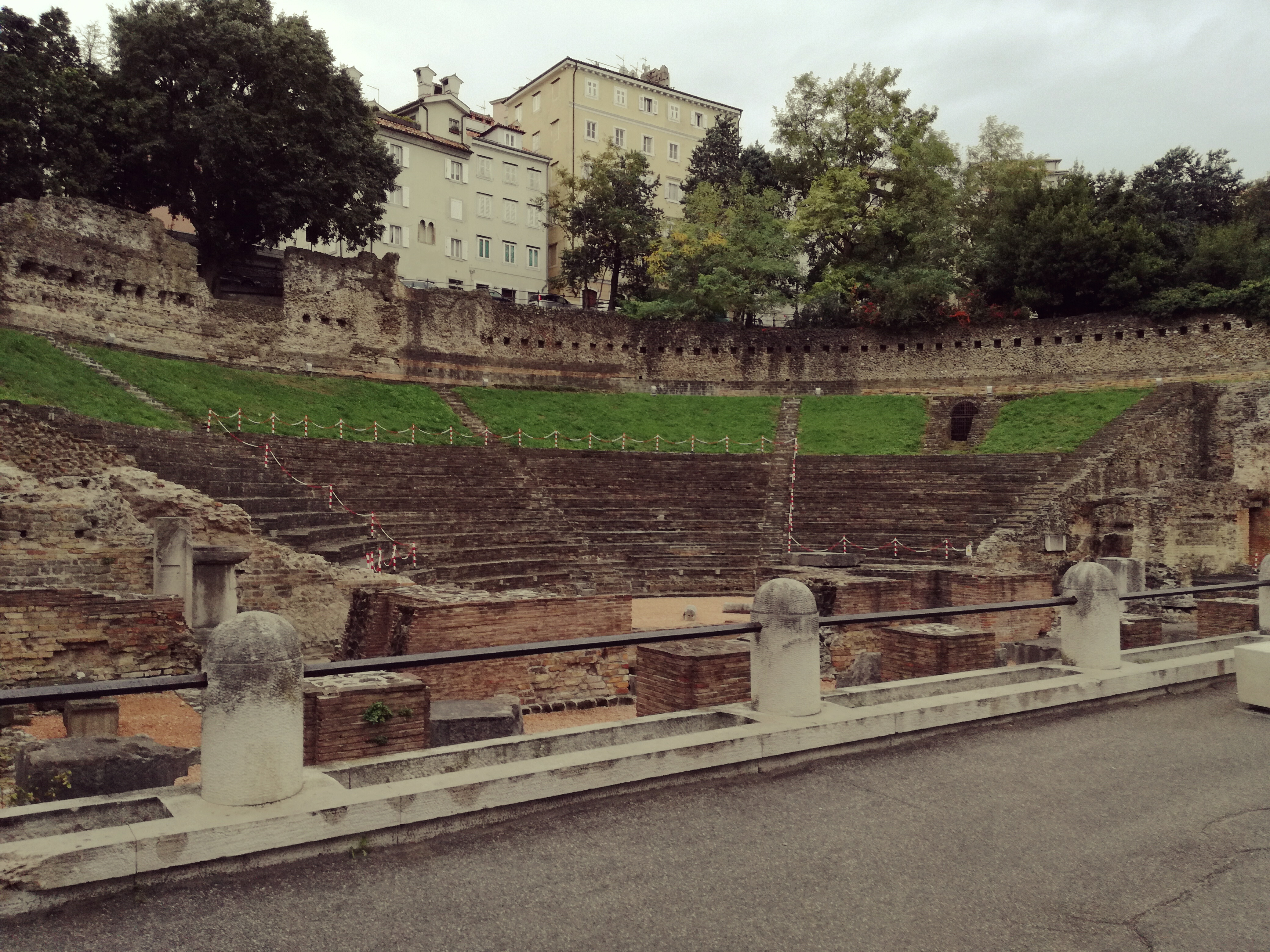
Partie ouest de la cavea.
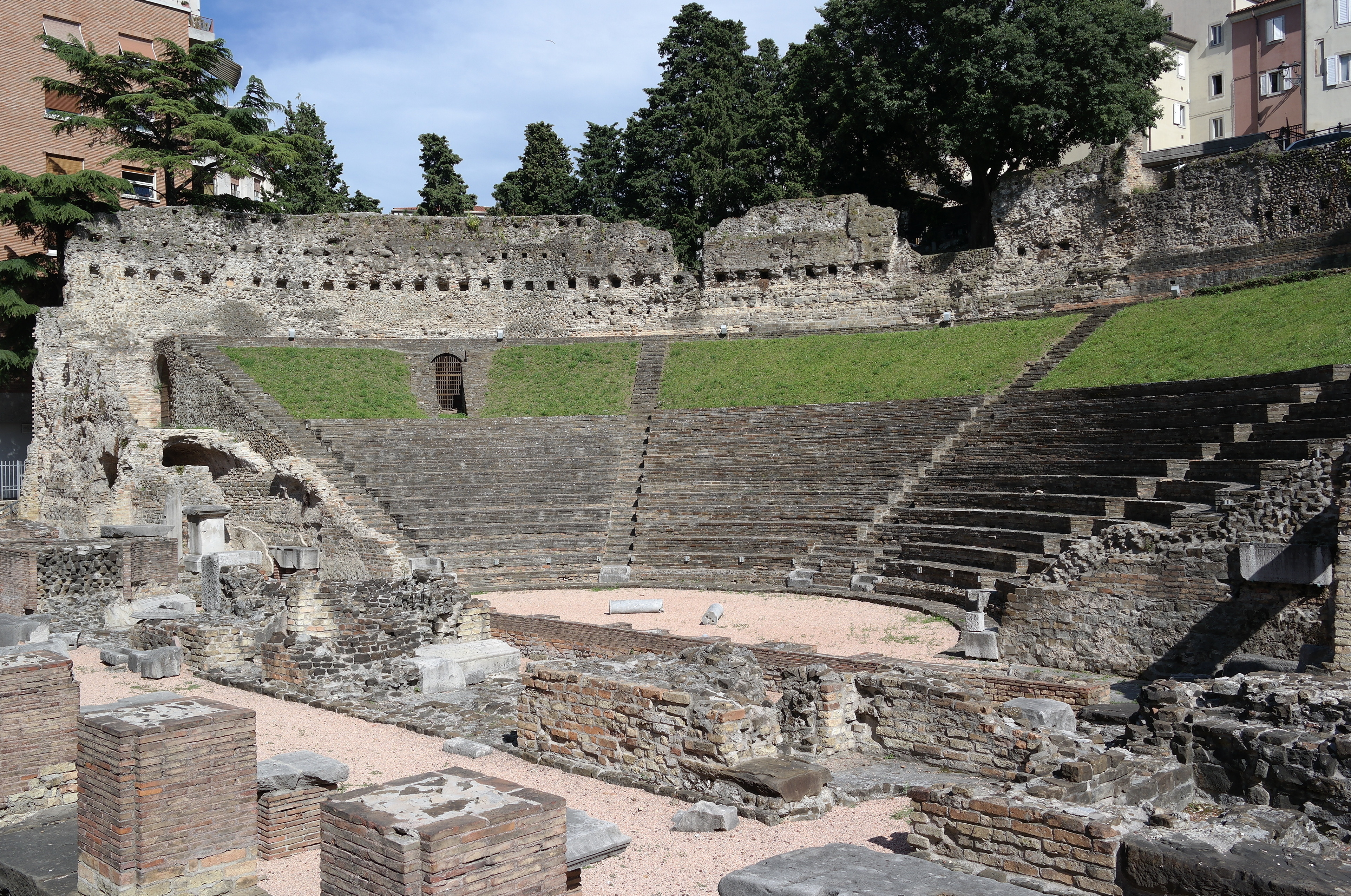
Partie est de la cavea.
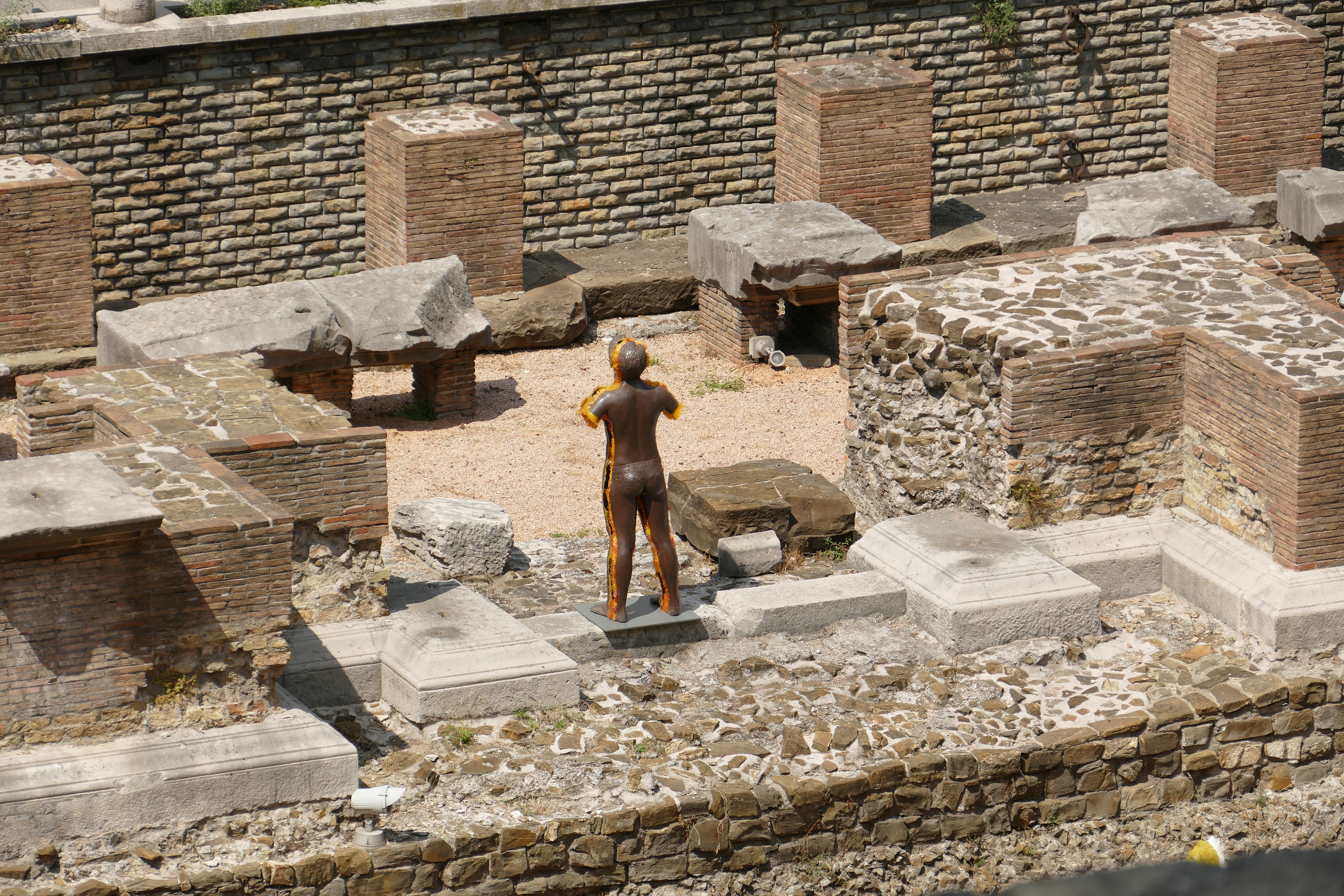
Vue partielle de la scène.
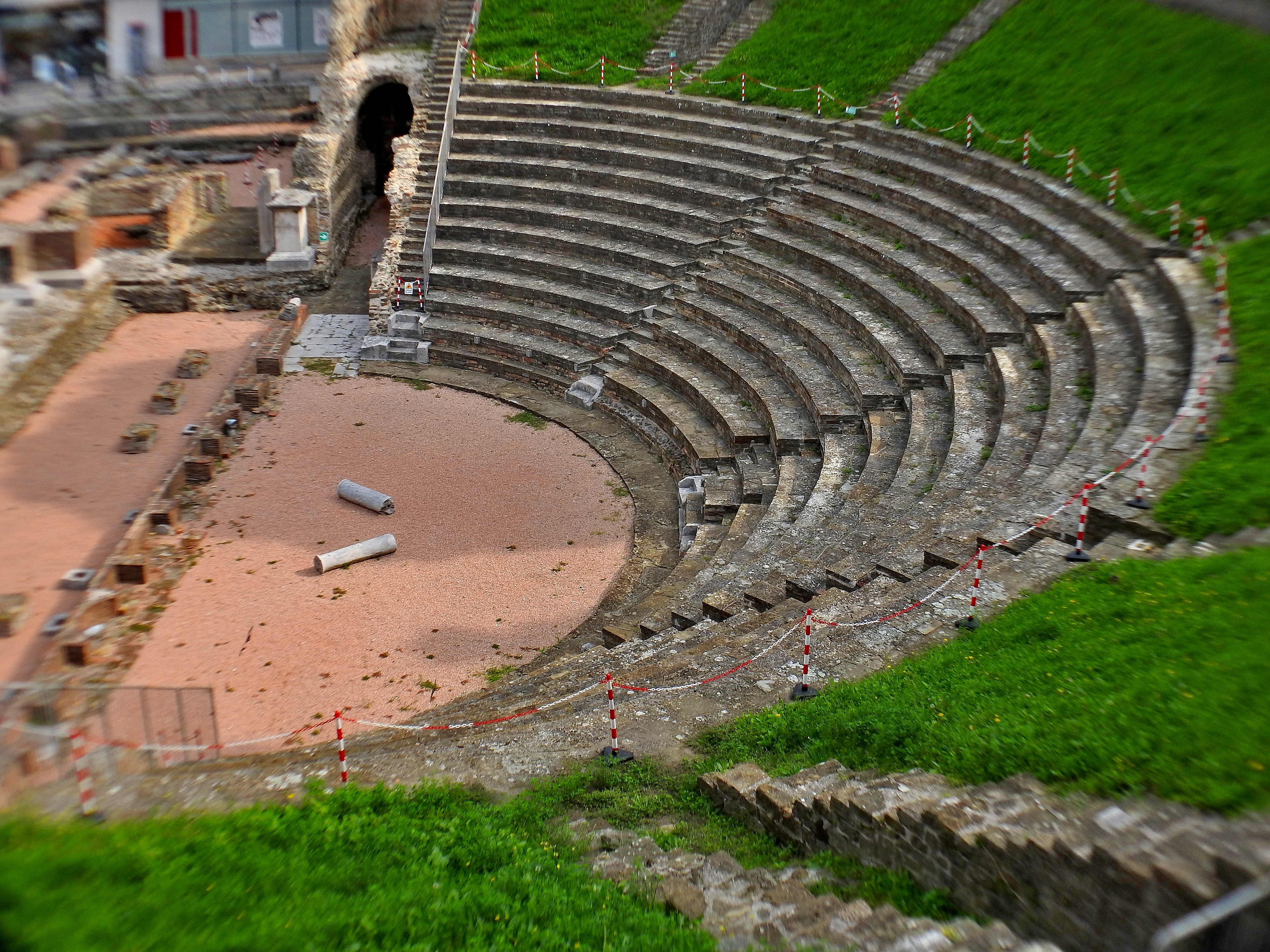
Parodos oriental à l'arrière-plan et vomitoire occidental au premier plan.

### Décor et épigraphie

#### Statuaire
À de rares exceptions près, les statues retrouvées sur le site du théâtre semblent dater du début du IIe siècle, époque à laquelle Quintus Petronius Modestus finance des travaux de rénovation et de décoration du monument.
Le mur de scène est décoré des statues en marbre blanc ou jaune d'Athéna, Aphrodite, Apollon, Hygie, Asclépios et Dionysos. Dans les niches du pulpitum sont identifiées, grâce à des fragments retrouvés, les statues d'un satyre et d'un enfant. Les sculpteurs semblent être originaires des secteurs de Trieste ou d'Aquilée. 
Une tête de l'empereur Titus devait représenter à l'origine Néron sur une statue un peu plus grande que nature ; cette statue décorait peut-être le mur de scène. Le visage de Néron a été modifié après la damnatio memoriae qui l'a frappé. La représentation de cet empereur peut s'expliquer si c'est sous son règne que l'édification du théâtre est achevée ; celle de Titus est probablement un moyen de rappeler aux spectateurs le triomphe de ce dernier après le siège victorieux de Jérusalem. La substitution s'est probablement opérée, longtemps après, à la demande de Quintus Petronius Modestus. La présence symbolique de l'empereur, par le biais d'une statue, aux spectacles donnés en son honneur dans les théâtres est courante.
Un buste présente une tête attribuée à Quintus Petronius Modestus. Il s'agit là encore d'un repentir car la tête a été rapportée sur le buste, qui devait initialement être celui de Méduse ; la présence sur place de statues des évergètes est fréquente.

#### Inscriptions lapidaires
Trois ou quatre inscriptions lapidaires (selon les sources) mentionnent Quintus Petronius Modestus ; elles sont retrouvées à différents endroits de la cavea, peut-être là où elles étaient les plus visibles et identifiables en tant que telles ou bien là où les réparations ont été les plus importantes. La plus grande d'entre elles provient probablement du mur périphérique de la cavea. 
La confrontation de ces inscriptions permet d'en reconstituer le texte commun et d'en proposer une traduction :
« Q(uintus) Petronius C(ai) f(ilius) Pu[p(inia)] Modestus p(rimus) p(ilus) bis / leg(ionis) XII Fulm(inatae) et leg(ionis) I Adiu[t]ric(is) trib(unus) mil(itum) coh(ortis) V vig(ilum) / tr(ibunus) coh(ortis) XII urb(anae) tr(ibunus) coh(ortis) V pr(aetoriae) pr[oc]urator divi Nervae et Imp(eratoris) Caesaris / Nervae Traiani Aug(usti) Germ(anici) provin[c(iarum) Hi]spaniae citer(ioris) Asturiae et / Callaeciarum flamen divi Claud[i de]dit idemque dedicavit »
« Quintus Petronius Modestus, fils de Caius, inscrit dans la tribu Pupinia, primipile deux fois, de la douzième légion Fulminata et de la première légion Adiutrix, tribun de la cinquième cohorte des vigiles, tribun de le douzième cohorte urbaine, tribun de la cinquième cohorte prétorienne, procurator du divin Nerva et de l'Imperator Cesar Nerva Trajan Augustus Germanicus de la province d'Hispanie Citérieure, en Asturie et Galice, flamine du divin Claude, a fait et dédié (cette inscription). »
Ces inscriptions indiquent sans équivoque que Quintus Petronius Modestus occupe plusieurs postes dans l'armée romaine, qu'il est tribun militaire à Rome avant d'être nommé procurateur en Hispanie sous les empereurs Nerva (96-98) et Trajan (98-117), qu'il est flamine de l'empereur Claude et qu'il finance des travaux, dont la nature et l'importance ne sont pas précisées, sur le théâtre. À la fin du XVIIe siècle, les historiens vont même jusqu'à suggérer que Quintus Petronius Modestus est le commanditaire de la fondation du monument mais cette hypothèse anachronique est abandonnée ; la confusion provient de l'existence d'une inscription sur une stèle funéraire de l'époque augustéenne mentionnant un architecte nommé « Petronius », même si l'origine de cette stèle ne peut être précisée. Il est en revanche probable que Q. P. Modestus est né à Tergeste et certain qu'il est intervenu lors de la dernière phase de réparation au tout début du IIe siècle, après son retour d'Hispanie, comme une forme de triomphe au terme de sa carrière militaire et administrative.